# Groove Armada
Groove Armada est un groupe britannique de musique électronique, originaire de Londres, en Angleterre. Il est composé de Andy Cato (de son vrai nom Andrew Cocup) et de Tom Findlay.

## Histoire
Ils deviennent connus en 1997 avec leur single, At the River, qui sample Old Cape Cod de Patti Page.  Un de leurs titres les plus populaires est I See You Baby (2000), remixé par Fatboy Slim dans un style big beat. Durant son parcours, le groupe collabore avec divers d'artistes, dont Max Taylor[source secondaire nécessaire], Neneh Cherry, DJ Gramma Funk, Sophie Barker, Nappy Roots, Fudge Dog, Sunshine Anderson, Mutya Buena, Jeru the Damaja, Richie Havens, Will Young, Brodanse et Joel Culpepper.
Leur chanson Madder devient la bande originale du jeu Rayman 3: Hoodlum Havoc,. Le titre Edge Hill est présent dans le film Lara Croft: Tomb Raider[source secondaire souhaitée]. Quant au titre Hands of Time, il fait partie des bandes originales des films Collateral et Ne le dis à personne. Dans le jeu vidéo FIFA 11 d'EA Sports, sorti en 2010, se retrouve le titre Paper Romance.
En février 2014, l'EP Pork Soda sort. Il comprend trois nouveaux titres : Pork Soda, Hyde and Freak et Jack in Black. En 2015, Groove Armada sort son huitième album studio, Little Black Book. L'album est décrit comme « quelque part entre [un] album, un CD mixé et une compilation ». Le premier disque contient leur propre musique originale et des remixes, tandis que le second disque contient des remixes de leur musique par d'autres artistes.
Groove Armada sort son neuvième album studio, Edge of the Horizon, en 2020. L'album comprend les morceaux Get Out on the Dancefloor avec Nick Littlemore et Lover 4 Now avec Todd Edwards, sortis au préalable. Un an plus tard en 2021, ils sortent l'EP Full Crate chez Origins Rcrds. En 2022, le duo se lance dans une rétrospective avec la compilation GA25, qui rassemble quelques-uns des plus grands succès de leur premier quart de siècle, comme I See You Baby, Superstylin' et Song 4 Mutya. 

## Discographie

### Albums studio
- 1998 : Northern Star
- 1999 : Vertigo
- 2001 : Goodbye Country (Hello Nightclub)
- 2002 : Lovebox
- 2007 : Soundboy Rock
- 2010 : Black Light  (nommé aux Grammy Awards 2011 dans la catégorie « Album dance de l'année »[8])
- 2010 : White Light
- 2015 : Little Black Book
- 2020 : Edge of the Horizon
- 2022 : GA25

### Compilations et albums live
- 2000 : The Remixes
- 2003 : The Best of
- 2007 : The Greatest Hits
- 2007 : 10 Year Story: From the Vaults 1997-2007
- 2019 : Twenty One (coffret 4 CD : Club Mix, Balearic, Live et Radio)

### Singles
- 1997 : At the River

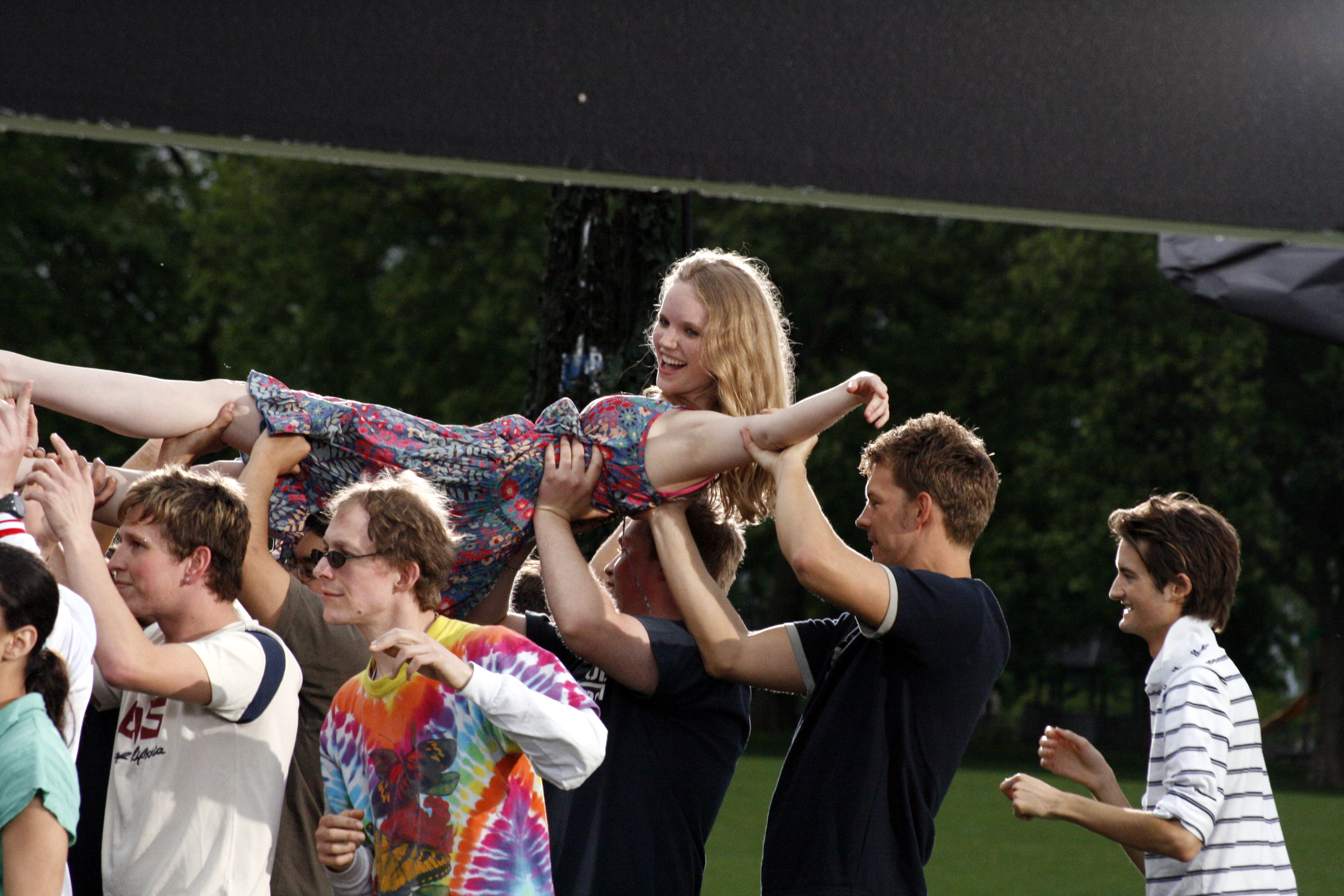
Tournage du clip Song 4 Mutya (Out of Control) à Finsbury Park, Londres.

- 1997 : Captain Sensual (extrait de Northern Star)
- 1997 : Four Tune Cookie
- 1997 : M2 Many (extrait de Northern Star)
- 1997 : Innocence Is Lost (feat. Boy George) (extrait d'un album promo)
- 1999 : If Everybody Looked the Same (extrait de Vertigo)
- 1999 : At The River (réédition) (extrait de Vertigo)
- 1999 : I See You Baby (feat. Gram'ma Funk) (extrait de Vertigo)
- 2001 : Superstylin' (extrait de Goodbye Country (Hello Nightclub))
- 2001 : My Friend (extrait de Goodbye Country (Hello Nightclub))
- 2002 : Purple Haze (extrait de Lovebox)
- 2002 : Final Shakedown (extrait de Lovebox)
- 2003 : Easy (extrait de Lovebox)
- 2003 : But I Feel Good (extrait de Lovebox)
- 2003 : Fireside Favorite (EP)
- 2004 : I See You Baby (réédition) (extrait de Best of)
- 2007 : Get Down (en) (extrait de Soundboy Rock)
- 2007 : Song For Mutya (feat. Mutya Buena, ex-Sugababes) (extrait de Soundboy Rock)
- 2009 : I Won't Kneel (extrait de Black Light)
- 2010 : Paper Romance (extrait de Black Light)